# Албаши (хутор)
Албаши — хутор в Каневском районе Краснодарского края.
Входит в состав Новодеревянковского сельского поселения.
Расположен на берегу Каневского лимана.

## География
Хутор расположен в болотистых низовьях реки Албаши у солёного Албашинского лимана, в 32 км к западу от районного центра — станицы Каневской.

### Улицы
- ул. Береговая,
- ул. Выгонная,
- ул. Заречная,
- ул. Красная,
- ул. Рабочая,
- ул. Южная.

## История
Посёлок Албашский основан в 1879 году, с 1891 года в связи с законодательным изменением в наименовании казачьих поселений — хутор.
Хутор располагался на земельном наделе станицы Новодеревянковской Ейского отдела Кубанской области.

## Достопримечательности
Здание Успенской церкви 1901 года постройки.

## Население
| 2002 | 2010 |
| ---- | ---- |
| 479  | ↘469 |